# Instituto Vocacional de Arte
El Instituto Vocacional de Arte Manuel José de Labardén es una escuela de formación artística con sede en la Ciudad de Buenos Aires (Argentina).

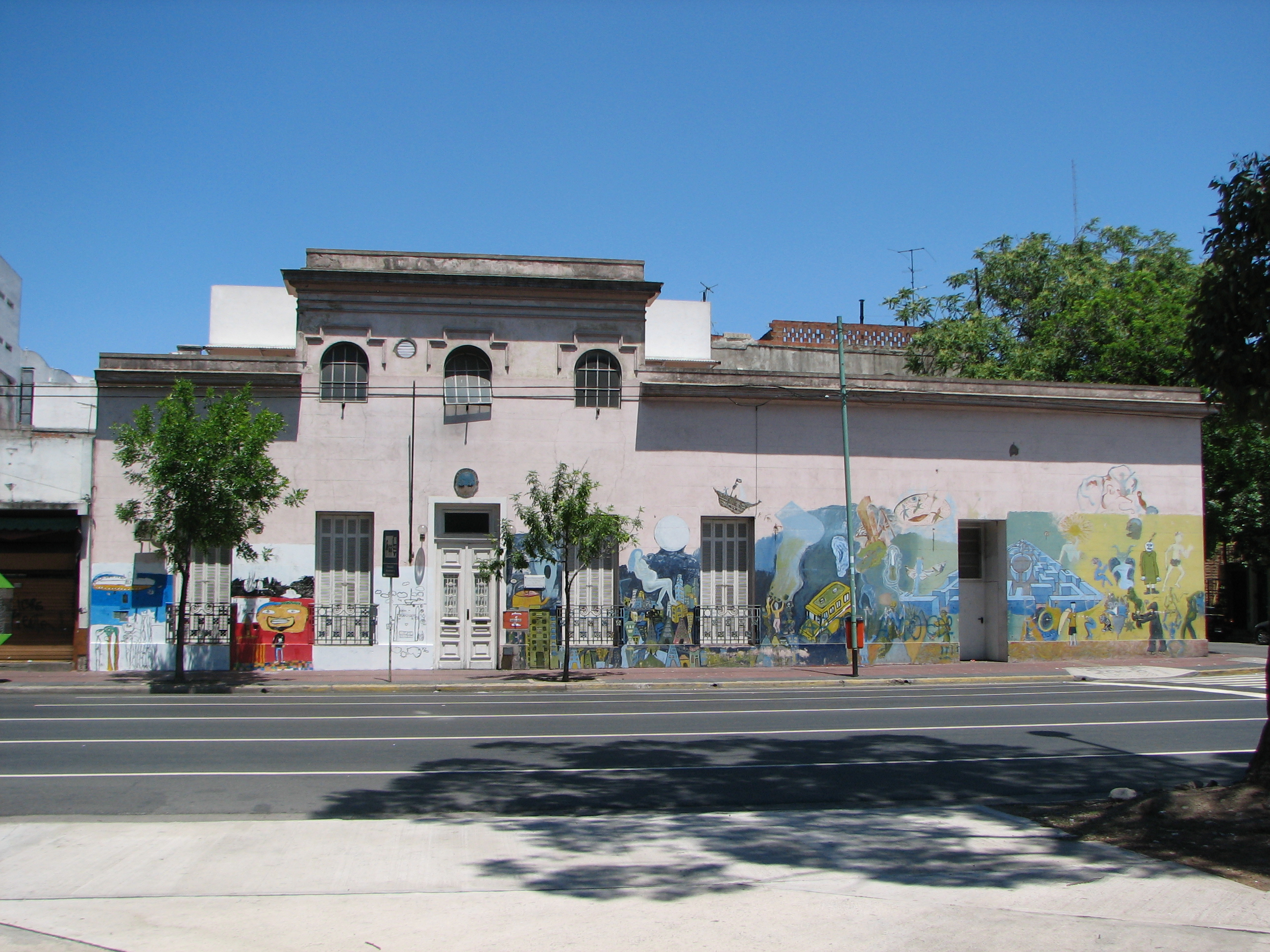
Sede principal del Instituto Vocacional de Arte Manuel J. de Labardén emplazada en la esquina de Avenida Garay en su intersección con la Calle Solís de la Ciudad de Buenos Aires. En 2008 la institución cumplió 80 años de esmerada dedicación por la educación a través del arte.

El IVA (según sus siglas) depende del Gobierno de la Ciudad de Buenos Aires y, en sus distintas sedes, funcionan en forma gratuita dos jardines de infantes, talleres de escolares en turnos mañana y tarde, talleres de adolescentes en turno vespertino, talleres de extensión y un curso de especialización docente.

## Historia
Si bien la institución nace bajo el nombre de Teatro Municipal Infantil en 1913 con el objetivo de formar actoralmente niños para representar obras de teatro en las plazas es recién a partir de 1928 que comienza a funcionar como Instituto de Teatro Infantil Labardén.
Según el testimonio de uno de sus profesores, aquellos años fundacionales estuvieron signados por criterios estrictos y cánones muy exigentes: «El teatro, la declamación, la dicción, la danza clásica, la folclórica eran materias troncales a lo largo de cuatro años de estudio. El ingreso era una prueba de fuego que dejaba a muchos chicos en un profundo mar de tristeza. Eran seleccionados aquellos niños que poseían condiciones reales para las disciplinas artísticas y que después de esos tres años de estudio pasaban a formar parte del elenco estable del Teatro Labardén. Entonces, todos los domingos a partir de las 15 representaban en el Viejo Teatro Municipal obras, comedias, cuadros de danza, cantos y ballet. A fin de ciclo era la puesta en escena en el Teatro Colón».
Ya en 1958, con la incorporación de los departamentos de artes plásticas y música y bajo la dirección de la pedagoga Blanca González adopta la denominación de Instituto Vocacional de Arte Infantil.
En 1976, durante la última dictadura militar en la Argentina, además de su primitiva sede del Barrio de Constitución, comienzan a funcionar informalmente dos nuevas sedes bajo la forma de jardines de infantes, en el marco del impulso general a los jardines de infantes dado por ese gobierno. En 1995 adoptan un marco legal y se convierten en las primeras instituciones con esta orientación en incorporarse a la enseñanza oficial argentina.
En 2001, coincidiendo con la refacción de su edificio original, acoge su nombre actual de Instituto Vocacional de Arte «Manuel José de Labardén».
En todos los casos lo que definió el proyecto de la institución a lo largo de su historia fue su aspecto experimental y renovador en la enseñanza artística: la «Educación por el Arte» como un espacio de formación y desarrollo personal para cada uno de sus alumnos.

## Modalidad de la Institución
El organismo ofrece a sus alumnos una formación integradora a través de la experimentación, elaboración y reflexión sobre los distintos lenguajes artísticos, donde el juego como recurso ocupa un papel preponderante.
Además, el trabajo en grupo es considerado una dinámica de enriquecimiento y generador de intercambio de ideas y experiencias, mientras que el respeto por las diferencias individuales es particularmente valorado dentro del instituto.

## Oferta académica

### Nivel Inicial
En el nivel inicial (jardines de infantes) los niños de 3, 4 y 5 años desarrollan expriencias artísticas bajo la modalidad de taller. Algunas de las disciplinas que se abordan son plástica, expresión corporal, teatro y música.

### Nivel Niños
Este nivel, destinado a niños de 7 a 12 años ofrece cuatro años de talleres artísticos divididos en dos ciclos de dos años cada uno.
En los dos primeros años los alumnos cursan todas las asignaturas con idéntica carga horaria.
Las materias de este ciclo son: plástica, educación musical, teatro, instrumentos autóctonos, iniciación literaria, expresión corporal y títeres.
Ya en el segundo ciclo se debe optar por una combinación de disciplinas integradas en un proyecto que puede consistir en una obra de teatro, una revista o un video.
Es pertinente agregar que los estudiantes desarrollan esta experiencia pedagógica mientras cumplimentan paralelamente la asistencia obligatoria a la escuela primaria convencional.

### Nivel adolescentes
Para los adolescentes el IVA ofrece un ciclo introductorio de dos años de duración con las mismas disciplinas del ciclo inicial del «nivel niños» más fotografía y video para luego, al finalizar dicho ciclo, optar por alguno de los cuatro cursos de especialización: Música, Medios Audiovisuales, Animación Cultural con Orientación en Teatro y Animación Cultural con Orientación en Plástica.
Estos últimos tienen una duración también de dos años.

## Profesores y alumnos destacados
Algunas de las figuras de la escena artística argentina que pasaron por las aulas de este prestigioso instituto:
- Juan Carlos Altavista
- Amelia Bence
- Beba Bidart
- Graciela Borges
- Nélida Bruno
- Ariel Bufano
- Blanca de la Vega
- Ernestina del Grande
- Doris del Valle
- Augusto Fernandes
- Margarita Fernández
- Charly García
- Delia Garcés
- Ángel Magaña
- Adelaida Mangani
- Fernanda Mistral
- Arturo Puig
- Marilina Ross
- María Elena Sagrera
- Julia Sandoval
- Berta Singerman
- Paulina Singerman